# Pronous
Genre
Pronous est un genre d'araignées aranéomorphes de la famille des Araneidae.

## Distribution
Les espèces de ce genre se rencontrent en Amérique, sauf Pronous affinis de Malaisie et Pronous tetralobus de Madagascar.

## Liste des espèces
Selon World Spider Catalog (version 17.0, 26/03/2016) :
- Pronous affinis Simon, 1901
- Pronous beatus (O. Pickard-Cambridge, 1893)
- Pronous colon Levi, 1995
- Pronous felipe Levi, 1995
- Pronous golfito Levi, 1995
- Pronous intus Levi, 1995
- Pronous lancetilla Levi, 1995
- Pronous nigripes Caporiacco, 1947
- Pronous pance Levi, 1995
- Pronous peje Levi, 1995
- Pronous quintana Levi, 1995
- Pronous shanus Levi, 1995
- Pronous tetralobus Simon, 1895
- Pronous tuberculifer Keyserling, 1881
- Pronous valle Levi, 1995
- Pronous wixoides (Chamberlin & Ivie, 1936)

## Publication originale
- Keyserling, 1881 : Neue Spinnen aus Amerika. II. Verhandlungen der kaiserlich-königlichen zoologisch-botanischen Gesellschaft in Wien, vol. 30, p. 547-582 (texte intégral).